# Salme
En salme (af græsk ψαλμός, psalmos, en sang til strengespil) er en religiøs sang, der er beregnet til gudstjenester og andre kristne forsamlinger, og som typisk indeholder et kristent budskab eller en lovprisning af Gud. Salmen blev oprindeligt sunget af et kor, men siden af hele menigheden. Den var en måde at inddrage hele menigheden i en for dem uforståelig latinsk prædiken.
Ordet anvendes i sin oprindelige betydning om sangene i Salmernes Bog i det Gamle Testamente.

## Hvad betegner en salme?
På Den Danske Salmebogs hjemmeside under fanen om Den Danske Salmebogs historie, skriver Jørgen Kjergaard om, hvordan ordet ’salme’ til 1700-tallet betegnede de salmer, som findes i Salmernes bog i Det Gamle Testamente. Ud fra de oprindelige salmer fra Det Gamle Testamente udarbejdede reformationens forgangsmand, Martin Luther, nye kirkesange, som gengav og viderebragte budskaberne fra det Gamle Testamentes Davidssalmer. Samtidig havde bogtrykkunsten vundet frem og gjort det muligt at trykke, videreformidle og udbrede Luthers kirkesange både geografiske og på flere sprog. Betegnelsen ’kirkesangene’ blev med tiden til ’salmer’, og salmebøgerne blev anvendt som undervisningsmateriale og blev brugt til at skabe fællesskab om Luthers nye ideer. Salmerne, som Luther skrev, har i større eller mindre grad været skabelonen for de protestantiske salmer.
Jens Peter Larsen anså tre hovedelementerne for salmer at være lovprisning, bekendelse og bøn.
Erik Skyum-Nielsen påpeger i bogen ’Salmesang, grundbog i hymnologi’ fra år 2014 de nutidige diskussioner, der kan være omkring definitionen af, hvad en salme er, og især hvor bibelbaseret en sang skal være, før man kan betegne den som en salme. Skyum-Nielsen skriver, at kirken i dag måske kan fristes til at prioritere formidlings- og reklamehensyn højere end forkyndelsens indhold, muligvis for at fastholde og tiltrække kirkegængere. En salme beskrives af Skyum-Nielsen som "En kollektiv religiøs brugsdigtning på folkesprog, som er egnet til unison afsyngelse ved gudstjeneste og kirkelige handlinger". Altså bør en salme formidle mere eller mindre direkte budskaber fra Bibelen som ved valget af tema, ordvalg eller billedsprog på en sådan måde, at teksten taler på vegne af eller taler til den syngende. En salme bør indeholde følgende fire dimensioner: det poetiske, teologiske, folkelige og musikalske.

## Danske salmedigtere
Danmark har litteraturhistorisk fire centrale salmedigtere. Thomas Kingo (1634-1703), knyttet til den lutherske ortodoksi, til enevælden og til barokken. Hans Adolph Brorson (1694-1764), stilistisk knyttet til rokokoen og teologisk knyttet til pietismen. N.FS. Grundtvig (1783-1872), knyttet til romantikken og ophav til Grundtvigianismen. B.S. Ingemann (1789-1862), ofte forbundet med biedermeieren. 